# Tadschikistan–Afghanistan-Brücke
Die Tadschikistan–Afghanistan-Brücke ist eine Straßenbrücke über den Pandsch, einen der Quellflüsse des Amurdarja, die den Ort Pandschi Pojon in Tadschikistan mit dem Ort Shir Khan Bandar in Afghanistan verbindet.
Die zweispurige Brücke ist 673 m lang, 11 m breit und hat zwölf Öffnungen. Ihr Überbau besteht aus stählernen Vollwandträgern, die im Taktschiebeverfahren über die elf Betonpfeiler geschoben wurden.
Der Bau der Brücke wurde in einem Abkommen zwischen den USA und Tadschikistan von Ende 2003 / Anfang 2004 vereinbart. Gebaut wurde sie zwischen März 2004 und Mitte 2007 vom U.S. Army Corps of Engineers und einem italienischen Bauunternehmen. Die feierliche Eröffnung fand am 26. August 2007 durch Hamid Karzai, Präsident von Afghanistan, Emomalij Rahmon, Präsident von Tadschikistan, und Carlos Gutierrez, Handelsminister der Vereinigten Staaten, statt.
Die Brücke wurde in Höhe von 37,1 Mio. US$ von den USA und in Höhe von 0,9 Mio. US$ von Norwegen finanziert. Der tadschikische Straßenanschluss nach Dusti an der A 385 wurde von japanischen Firmen finanziert und ausgebaut, die afghanische Straßenverbindung nach Kundus wurde von der Asian Development Bank finanziert.
Mit der Brücke wurde eine ununterbrochene Straßenverbindung zwischen der tadschikischen Hauptstadt Duschanbe über Kundus nach Kabul geschaffen, von der man sich eine Ausweitung des Handels und der Wirtschaft versprach. Kritiker befürchteten dagegen den Export von Drogen und Unruhen aus Afghanistan.
Die nächste Brücke ist die Brücke der Freundschaft Afghanistan-Usbekistan, die flussabwärts 100 km Luftlinie entfernt ist, aber 230 km über tadschikische und usbekische oder 262 km über afghanische Straßen.